# Carole LaFavor
Carole LaFavor   (Minnesota, 12 de febrer de 1948 - Reserva índia de Red Lake, 21 de novembre de 2011) va ser una persona no-binària novel·lista ojibwe, activista pels drets dels nadius americans i també treballà en infermeria. Coneguda per l'activisme contra el VIH/sida, va aparèixer a la pel·lícula Her Giveway de Mona Smith de 1988 sobre la seva experiència vivint amb la malaltia. Les seves dues novel·les, Along the Journey River i Evil Dead Center, van ser publicades per Firebrand Books, i el seu assaig Walking the Red Road surt a l'antologia Positive Women: Voices of Women Living with AIDS, editada per Andrea Rudd i Darien Taylor.

## Vida personal
LaFavor va néixer a Minnesota el 12 de febrer de 1942 i s'identificava com a dos esperits i lesbiana.
El 1983, LaFavor testificà sobre la violació que patí per part de dos homes blancs, durant el procés d'aprovació de l'Ordenança de Drets Civils de Minneapolis Antipornography.

## Treball sobre el VIH/SIDA
LaFavor va treballar amb el Minnesota American Indian AIDS Task Force i va ser membre del Consell Assessor del President sobre el VIH/SIDA de 1995 a 1997, on va ser l'única persona membre nadiua americana. Se li diagnosticà VIH l'any 1986, i es va fer membre fundadora de Positively Native, una organització que dona suport a les persones natives americanes amb VIH/SIDA. LaFavor va promoure l'ús de la medicina tradicional per als nadius americans amb VIH/sida i va instar els nadius americans a reintegrar-se a les nacions i comunitats tribals per ajudar les dones natives a rebre un suport culturalment adequat contra el VIH/sida.

## Mort
LaFavor va morir el 21 de novembre de 2011.